# Часы и знаки
Часы́ и зна́ки — седьмой студийный альбом рок-группы «Машина времени», записанный и выпущенный в 1999 г. Последний студийный альбом с участием Петра Подгородецкого. Весь альбом был записан в течение полугода. Наиболее известные песни альбома — «Эпоха большой нелюбви» (на неё был выпущен клип) и «На абрикосовых холмах».

## Об альбоме
| Весь сезон 1998—1999 мы провели в кругосветном концертном туре, посвященном тридцатилетию «Машины». Песни сочинялись «на перекладных», как десять лет назад. И на этот раз авторов оказалось только трое. — Андрей Макаревич |

| А вот это была уже другая история. Мы писали эти песни опять-таки «на перекладных», во время тура, посвящённого тридцатилетию группы — он растянулся на полтора года. К тому же внутри группы не всё было хорошо — внимательные слушатели обратили внимание, что на пластинке (необычно короткой для «Машины») не было ни одной песни Подгородецкого. А не очень внимательные узнали обо всём в декабре. — Александр Кутиков |

Название, по словам Макаревича, говорит о том, что «Часы — это время, жизнь, а знаки, они кругом и всюду вокруг нас, только не все их умеют замечать».
Впервые, несмотря на то, что альбом был записан ещё с участием Петра Подгородецкого, он представлен на нём только как клавишник. На пластинке нет ни песен, написанных на его музыку, ни спетых им, что могло свидетельствовать о конфликте внутри группы и недовольстве её участниками самим Петром. Диск вышел незадолго до концерта, посвященного 30-летию «Машины времени» и ставшего последним в истории группы, в котором участвовал Подгородецкий. В свете этих событий приобретает некоторую двусмысленность картинка, приложенная к альбому, точнее подпись к ней, которую можно интерпретировать и так, что некий молодой человек из Владивостока любит музыку «Машины времени» и хочет стать участником группы.
Клип «Эпоха большой нелюбви» снял режиссёр Григорий Константинопольский. Мелодия отсылает к «Personal Jesus» группы Depeche Mode.
Песня «Я так устал на войне» — посвящение Александру Любимову.

## Отзывы
Леонид Шевченко в рецензии, опубликованной в журнале «Знамя» в 2000 году, выделил ключевую композицию — «Лифт», своего рода «Круг Земной» с четырьмя этажами, и на каждом свои действующие лица и немного музейная обстановка: газированный аппарат, спящий вахтёр, а над ним — настенные часы (как в учреждениях — механические, ядовито-электронные), и повсюду знаки: плакат о смертельном вреде некипячёной воды, доска почёта с убитыми мухами или реклама концерта «Машины времени» — лица победителей со «смачными» улыбочками.
Кто сегодня у нас командир? По крайней мере, не великий и ужасный Ленин. Быть может, «Электролюкс — сделано с умом»? Или автор новой книги о вкусной и здоровой пище с предисловием чиновника из Пенсионного фонда? И там толпа, и здесь толпа. Там — с Лениным, здесь — с чудесными сковородками «Тефаль». «Все семь миллиардов растерянных граждан эпохи большой нелюбви».
Самый худший вариант: ведро и швабра. И тишина, в которой нельзя спеть и сыграть. Пассажиру нужно выходить, потому что кто-то уже вызывает внизу кабину: поездил сам — уступи другому. А если четвёртый этаж переносит на первый, то снова «пахнет каплями от кашля, пахнет маминым пальто».
«Машина времени» считается легендарной группой — и не просто уважаемым, пережившим всё и всех (СССР, например) динозавром, но коллективом, сумевшим найти свой стиль в контексте «другой страны». Они успешно вписались и стали знаковым явлением среди тех же киллеров и тампонов «o.b.». Ностальгия в искусстве — спекуляция на самом себе. Поэтому замечательно, что «Машина времени» не эксплуатирует своего прошлого (на мемориальных концертах — «Поворот», «Марионетки»), а всерьёз и надолго обживает настоящее, демонстрируя уверенность и спокойствие.
Сайт «СоюзМузыка» написал, что после двух эффектно выстроенных альбомов «Часы и знаки» оказались шагом назад, в том числе и потому, что записывались в промежутках между концертами юбилейного тура. Впрочем, на качестве песен это почти не сказалось — боевик «Странные дни» оказался одним из самых эффектных выступлений Александра Кутикова, «Лифт» и «Дай мне руку, душа моя» — блестящим образцом фирменной философской лирики Макаревича, а Евгений Маргулис создал отличный оммаж малоизвестному в России фолк-рокеру Джеймсу Тейлору в песне «Не плачь обо мне». Кроме прочего, этот альбом оказался последней совместной работой с Петром Подгородецким — но это уже совсем другая и не самая весёлая история.

## Список композиций
Автор всех песен, кроме отмеченных — А. Макаревич.
1. Эпоха большой нелюбви (3:44) (А. Макаревич, Е. Маргулис — А. Макаревич)
2. Странные дни (3:40)
3. Домажо (3:51) (Е. Маргулис)
4. Дай мне руку, душа моя (3:48)
5. Когда мы сойдем с ума (3:20) (Е. Маргулис — А. Макаревич)
6. Лифт (4:08)
7. Я так устал на войне (3:24) (А. Макаревич, А. Кутиков — А. Макаревич)
8. Не плачь обо мне (4:41) (Е. Маргулис — А. Макаревич)
9. На абрикосовых холмах (3:22) (А. Кутиков — А. Макаревич)
10. Из гельминтов (1:56)

## Участники записи
- Андрей Макаревич — основной вокал, гитара
- Александр Кутиков — бас, вокал
- Евгений Маргулис — бас, гитара, вокал
- Пётр Подгородецкий — клавишные
- Валерий Ефремов — ударные

### Сессионные музыканты
- Михаил Клягин — гитара
- Татьяна Ларина — флейта
- Пётр Кондрашин — виолончель
- Владимир Лебедев — тромбон

### Персонал в студии
- Александр Кутиков — сведение
- Самвел Оганесян — звукорежиссёр, сведение
- Александр Бармаков — мастеринг
- Запись — студия «Полифон»
- Валерий Плотников — фотография
- Андрей Гусев — дизайн